# Игуман Григорије (Стевановић)
Григорије (световно Сима Стевановић; Ждрело код Петровца на Млави, 15. фебруар, 1933 — Манастир Ждрело, 26. децембар, 2024) био је српски јеромонах и игуман Манастира Свете Тројице.

## Биографија
Игуман Григорије (Стевановић) рођен је 15. фебруара 1933. године у Ждрело код Петровца на Млави, од побожних родитеља земљорадника. Приликом крштења је добио име Сима.
С благословом наделжног епископа браничевскога Игнатија Мидић, обновио је и из рушевина подигао Манастир Свете Тројице у Ждрелу, који је вековима био запуштен и од њега начиниo духовно уточиште у који су долазили многи.
Манастир Свете Тројице у Ждрелу је освећен и предат на молитвену употребу 25. јуна 2001. године од стране епископа браничевскога Игнатија. Том приликом искушеник Сима је замонашен добивши монашко име Григорије.
За то велико дело Свети архијерејски синод Српске православне цркве одликовао је игумана Григорија орденом Светог Саве другог реда 25. јуна 2001. године. Његовим залагањем и трудом подигнут је камени зид око манастира и манастирски конак који је обновљен и освећен 2004. године. Упокојио се у Господу 26. децембра 2024. године у Манастиру Свете Тројице (Ждрело) својој задужбини где је и сахрањен.